# Vladimir Balić
Vladimir Balić (Vinkovci, 29 settembre 1970) è un ex calciatore croato, di ruolo portiere.

## Palmarès

### Competizioni nazionali
- Campionato croato: 2

Hajduk Spalato: 2003-2004, 2004-2005
- Coppa di Croazia: 1

Hajduk Spalato: 2002-2003
- Supercoppa di Croazia: 1

Hajduk Spalato: 2004